# Gynerium
Gynerium és un gènere de plantes de la família de les poàcies. És originari de Mèxic i Amèrica subtropical. El nom del gènere deriva de les paraules gregues gune (famella) i erion (llana), referint-se a les espícules pistilades. El número de la base del cromosoma, 2n = 72 i 76.

## Taxonomia
- Gynerium modestum Doell.
- Gynerium sagittatum (Aubl.) Beauvais